# Хлорид осмия(III)
Хлорид осмия(III) — неорганическое соединение, соль металла осмия и соляной кислоты с формулой OsCl3, чёрно-коричневые кристаллы, растворяется в воде, образует кристаллогидрат.

## Получение
- Реакция хлора и осмия:

{\displaystyle {\mathsf {2Os+3Cl_{2}\ {\xrightarrow {100-500^{o}C}}\ 2OsCl_{3}}}}
- Электролиз раствора хлорида осмия(IV):

{\displaystyle {\mathsf {2OsCl_{4}\ {\xrightarrow {e^{-}}}\ 2OsCl_{3}+Cl_{2}\uparrow }}}

## Физические свойства
Хлорид осмия(III) образует чёрно-коричневые кристаллы.
Хорошо растворяется в воде, диссоциирует в незначительной степени, гидролиз по катиону.
Образует кристаллогидрат состава OsCl3•3H2O — тёмно-зелёные кристаллы.

## Химические свойства
- Разлагается при нагревании (диспропорционирует):

{\displaystyle {\mathsf {2OsCl_{3}\ {\xrightarrow {500-560^{o}C,vacuum}}\ OsCl_{2}+OsCl_{4}}}}
- Реагирует с концентрированной горячей азотной кислотой:

{\displaystyle {\mathsf {OsCl_{3}+5HNO_{3}+H_{2}O\ {\xrightarrow {80^{o}C}}\ [Os(H_{2}O)_{2}O_{4}]+5NO_{2}\uparrow +3HCl}}}
- Реагирует с щелочами:

{\displaystyle {\mathsf {2OsCl_{3}+6NaOH+(n-3)H_{2}O\ {\xrightarrow {}}\ Os_{2}O_{3}\cdot nH_{2}O\downarrow +6NaCl}}}
- Легко восстанавливается до металла:

{\displaystyle {\mathsf {2OsCl_{3}+3SO_{2}+6H_{2}O\ {\xrightarrow {}}\ 2Os\downarrow +3H_{2}SO_{4}+6HCl}}}
{\displaystyle {\mathsf {OsCl_{3}+3FeCl_{2}\ {\xrightarrow {}}\ Os\downarrow +3FeCl_{3}}}}